# Giv'at Shmuel
Giv'at Shmuel (tiếng Hebrew: גבעת שמואל) là một thành phố Israel. Thành phố thuộc quận Trung. Thành phố có diện tích 2,579 km2, dân số năm 2009 là 21.800 người.
Nó nằm ở phần phía đông của Gush Dan khu đô thị và được bao quanh bởi các thành phố lớn Ramat Gan và Bnei Brak với phương Tây, Kiryat Ono vào Nam và Petah Tikva về phía Đông và phía Bắc.